# Landschaftsschutzgebiet Bönkhauser Bachtal und Eitmecke

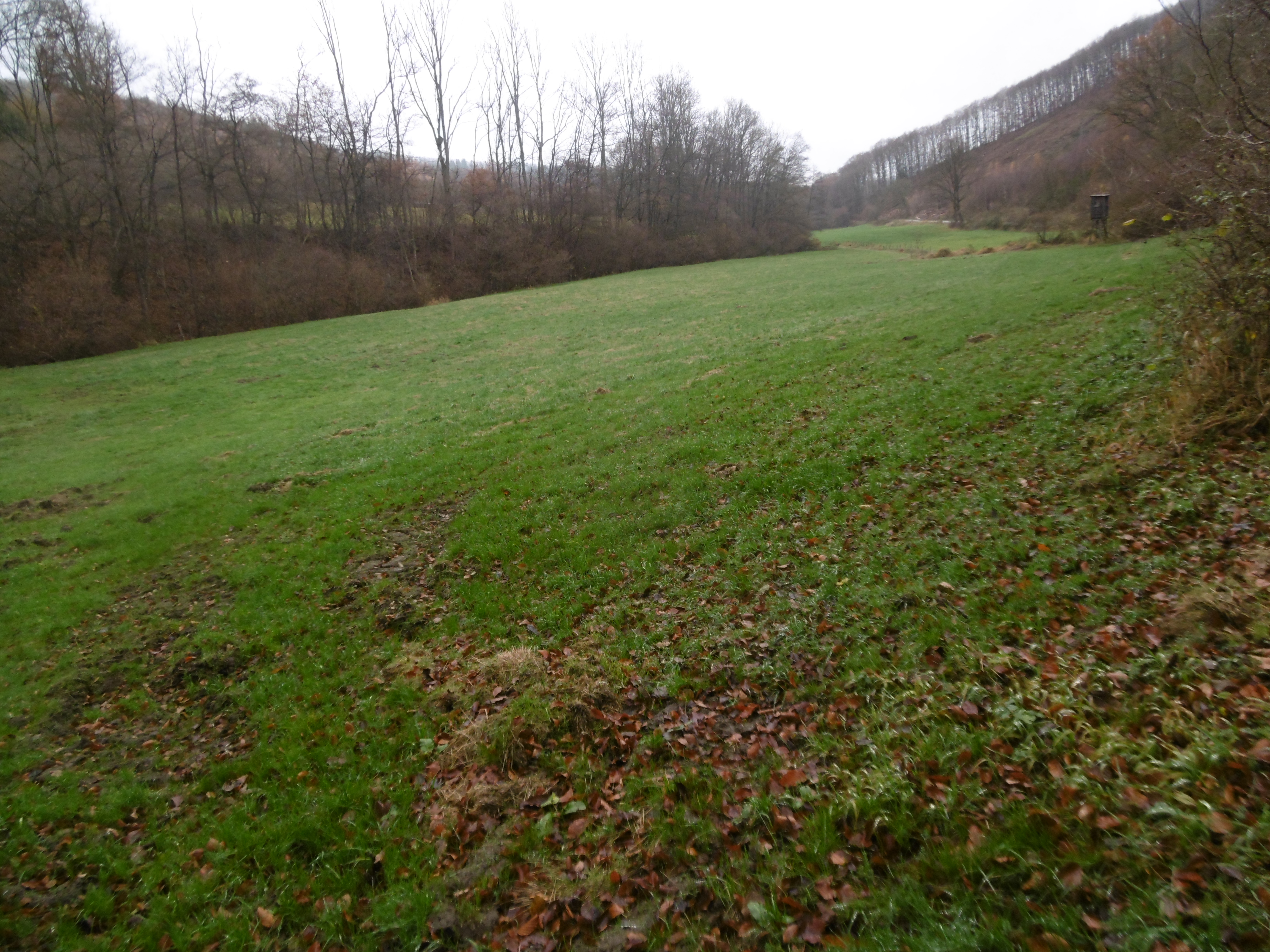
Landschaftsschutzgebiet Bönkhauser Bachtal und Eitmecke

Das Landschaftsschutzgebiet Bönkhauser Bachtal und Eitmecke mit 35,5 ha Flächengröße liegt südwestlich Recklinghausen (Sundern) im Stadtgebiet von Sundern im Hochsauerlandkreis. Es wurde 1993 mit dem Landschaftsplan Sundern durch den Kreistag des Hochsauerlandkreises erstmals mit dem Namen Landschaftsschutzgebiet Bönkhauser Bachtal zwischen Bönkhausen und Recklinghausen als Landschaftsschutzgebiet (LSG) mit einer Flächengröße von 21,51 ha ausgewiesen. Bei der Neuaufstellung des Landschaftsplanes Sundern wurde das LSG als Landschaftsschutzgebiet vom Typ C, Wiesentäler und bedeutsames Extensivgrünland, erneut ausgewiesen und deutlich vergrößert. Das LSG grenzt direkt an Recklinghausen und den Bönkhauser See und gehört zum Naturpark Sauerland-Rothaargebirge.

## Beschreibung
Das LSG umfasst Bönkhauserbach mit Ufergehölzen und Grünlandflächen im Bönkhauser Bachtal und im Tal der Eitmecke. Im LSG sind alle Flächen im Bönkhauserbachtal von bergbaubedingter Schwermetallbelastung belastet. Teilweise galt 2014 ein Verbot der landwirtschaftlichen Nutzung. Hier ist eine Erstaufforstung mit standortgerechtem, einheimischen Laubholz erlaubt.

## Schutzzweck
Die Ausweisung erfolgte zur Sicherung und Erhaltung der natürlichen Erholungseignung und der Leistungsfähigkeit des Naturhaushaltes gegenüber den vielfältigen zivilisatorischen Ansprüchen an Natur und Landschaft. Das LSG dient der Ergänzung bzw. Pufferzonenfunktion der strenger geschützten Teile dieses Plangebietes durch den Schutz ihrer Umgebung vor Einwirkungen, die den herausragenden Wert dieser Naturschutzgebiete und Schutzobjekte mindern könnten und Sicherung der Kohärenz und Umsetzung des europäischen Schutzgebietssystems Natura 2000.

## Rechtliche Vorschriften
Wie in den anderen Landschaftsschutzgebieten vom Typ C im Stadtgebiet besteht im LSG ein Verbot, Bauwerke zu errichten. Vom Verbot ausgenommen sind Bauvorhaben für Gartenbaubetriebe, Land- und Forstwirtschaft. Die Untere Naturschutzbehörde kann Ausnahme-Genehmigungen für Bauten aller Art erteilen. Wie in den anderen Landschaftsschutzgebieten vom Typ B in Sundern besteht im LSG ein Verbot der Erstaufforstung und Weihnachtsbaum-, Schmuckreisig- und Baumschul-Kulturen anzulegen. Grünland und Grünlandbrachen dürfen nicht in Acker oder andere Nutzungen umgewandelt werden.